# Stuart Parnaby
Stuart Parnaby (Durham, 19 luglio 1982) è un ex calciatore inglese, di ruolo difensore.

## Palmarès

### Club

#### Competizioni nazionali
- Coppa di Lega inglese: 1

Birmingham City: 2010-2011